# Saint-Cyr (film)
Pour les articles homonymes, voir Saint-Cyr.
Pour plus de détails, voir Fiche technique et Distribution.
Saint-Cyr est un film historique français, réalisé par Patricia Mazuy et sorti en 2000. Il est inspiré du roman La Maison d'Esther écrit par Yves Dangerfield.

## Synopsis

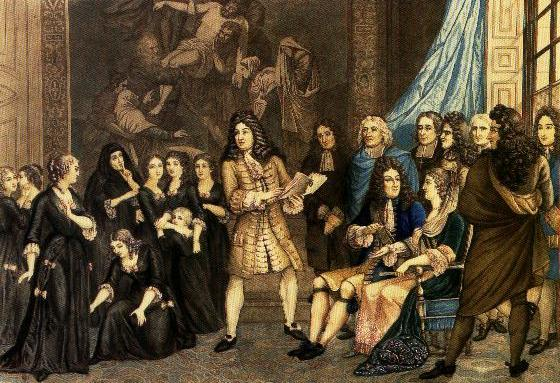
Répétition d’Esther de Racine par les élèves de Saint-Cyr devant Louis XIV et Mme de Maintenon.

En mars 1685, Mme de Maintenon, épouse de Louis XIV, souhaite créer un pensionnat pour les jeunes filles de la noblesse pauvre. Il doit d’abord s’agir d’une école où les demoiselles seront élevées pieusement mais libéralement.
Dès le début la tâche s’avère particulièrement difficile, car les jeunes filles issues de province, parlent toutes différentes langues régionales. Une des premières tâches est de leur enseigner un français parisien.
Après quelques années d’insouciance pour toutes, l’objectif se révèle impossible à atteindre. Une crise importante survient à cause d’un extrait interprété de la pièce Iphigénie, de Jean Racine. Celle-ci provoque de trop grandes passions. Mme de Maintenon demande alors à Racine de lui composer une pièce pour ses filles qui fasse l’éloge de la vertu. C’est Esther qui sera jouée. Lors de la représentation, le roi et sa cour sont invités. Mme de Maintenon se rend alors compte que ses protégées sont vues comme des proies par les nobles. Les demandes de mariage affluent. Un noble s’introduit même dans l’école.
Mme de Maintenon décide d’imposer beaucoup plus de rigueur. Elle est d’ailleurs plongée dans la religion, car elle veut expier son passé. Elle demande à un abbé de l’aider à maintenir les pensionnaires dans le droit chemin de la morale chrétienne en les préservant du monde. Au lieu de faire de ces jeunes filles une élite du monde extérieur, l’institution les a coupées de la réalité. Elle se délitera. Le film se conclut sur l’échec et la fermeture de la maison royale de Saint-Louis.

## Fiche technique
Sauf indication contraire, les informations mentionnées dans cette section peuvent être confirmées par les bases de données cinématographiques IMDb et Allociné,  présentes dans la section « Liens externes ».
- Titre : Saint-Cyr
- Réalisation : Patricia Mazuy
- Scénario : Philippe Lauro-Baranes, Patricia Mazuy et Yves Thomas, d'après le roman La Maison d'Esther, publié en 1991 par le comédien, écrivain et scénariste Yves Dangerfield (1959-1992).
- Musique : John Cale
- Photographie : Thomas Mauch
- Montage : Ludo Troch
- Décors : Thierry François
- Costumes : Édith Vesperini et Jean-Daniel Vuillermoz
- Production : Helga Bähr, Diana Elbaum et Denis Freyd
- Pays d'origine :  France
- Langues originales : français et occitan (dialectes provençal, auvergnat, languedocien et gascon[1])
- Genre : drame historique
- Durée : 119 minutes
- Dates de sortie :
  - France : 17 mai 2000 (Festival de Cannes) ; 17 mai 2000 (sortie nationale)
  - Belgique : 6 septembre 2000

## Distribution
Sauf indication contraire, les informations mentionnées dans cette section peuvent être confirmées par les bases de données cinématographiques IMDb et Allociné,  présentes dans la section « Liens externes ».
- Isabelle Huppert : Madame de Maintenon
- Jean-Pierre Kalfon : Louis XIV
- Simon Reggiani : l’évêque
- Jean-François Balmer : Racine
- Nina Meurisse : Lucie de Fontenelle
- Morgane Moré : Anne de Grandcamp
- Bernard Waver : l’abbé Gobelin
- Jeanne Le Bigot : Lucie de Fontenelle jeune
- Mathilde Lechasles : Anne de Grandcamp jeune
- Jérémie Renier : François de Réans
- Anne Marev : Madame de Brinon

## Production
En décembre 2024, auditionnée par la commission d'enquête parlementaire sur les violences dans le cinéma et l'audiovisuel, Nina Meurisse a raconté le traumatisme subi lors du tournage d'une scène de viol et d'une scène de autoflagellation dans ce film à l'âge de 10 ans et demi. 

## Distinctions

### Récompenses
- Festival de Cannes 2000 : prix de la jeunesse
- Prix Jean-Vigo 2000, ex æquo avec De l'histoire ancienne d'Orso Miret
- César 2001 : César des meilleurs costumes pour Édith Vesperini et Jean-Daniel Vuillermoz

### Nominations et sélections
- Festival de Cannes 2000 : sélection Un certain regard
- César 2001 :
  - meilleur film
  - meilleure actrice pour Isabelle Huppert
  - meilleur acteur dans un second rôle pour Jean-Pierre Kalfon
- *meilleur réalisateur pour Patricia Mazuy
  - meilleur scénario original ou adaptation pour Patricia Mazuy et Yves Thomas
  - meilleure musique pour John Cale
  - meilleur décor pour Thierry François